# Elkærdam Station
Elkærdam Station var en dansk jernbanestation i Elkærdam på ruten Varde – Nørre Nebel.
Trinbrættet blev nedlagt i 2012